# Enfrentamientos en el sur de Siria (2025)
Los enfrentamientos en el sur de Siria comenzaron el 13 de julio de 2025 con combates entre grupos armados drusos y beduinos en la ciudad de As-Suwayda y sus aldeas circundantes, en el sur de Siria. El gobierno de transición sirio desplegó las Fuerzas Armadas de Siria en la zona para restablecer el orden entre el 14 y el 16 de julio. El 15 de julio se alcanzó un acuerdo entre los dirigentes drusos y el gobierno, pero uno de los líderes drusos, Hikmat al-Hijri, hizo un llamamiento a la resistencia armada contra el gobierno y los beduinos. Los otros dos líderes drusos, Hammoud al-Hinnawi y Youssef Jarbou, cooperaron inicialmente con los llamados del gobierno a un alto el fuego, pero luego emitieron declaraciones expresando su oposición al gobierno. Se registraron ejecuciones extrajudiciales y abusos contra civiles drusos y beduinos como consecuencia de los enfrentamientos.
Israel lanzó ataques aéreos contra fuerzas gubernamentales sirias y combatientes beduinos con el objetivo declarado de defender a los drusos. Israel había invadido anteriormente su zona de amortiguación con el suroeste de Siria y había estado exigiendo al ejército sirio que se mantuviera fuera de la región. El Ministerio de Asuntos Exteriores sirio acusó a Israel de exacerbar las tensiones sectarias para socavar el nuevo gobierno sirio. El 16 de julio se alcanzó otro acuerdo de alto el fuego y las Fuerzas Armadas sirias se retiraron de As-Suwayda. Tras la retirada, según ciertas fuentes, los grupos drusos cometieron masacres contra las tribus beduinas, lo que provocó un éxodo masivo a la vecina gobernación de Daraa. Al parecer, hasta 50 000 beduinos de 41 tribus se movilizaron a Suwayda en respuesta a los informes. Los rumores de otro ataque beduino en Suwayda provocaron un éxodo masivo de residentes drusos el 17 de julio. Desde entonces se han reanudado los informes de abusos contra civiles drusos. Un número de drusos en Israel declararon que participarían en los combates si continuaban los ataques. Las fuerzas gubernamentales volvieron a entrar en Suwayda el 19 de julio en respuesta a la creciente violencia entre ambos grupos.

## Antecedentes
Los drusos, que representan alrededor del tres por ciento de la población de Siria, se han mantenido en gran medida neutrales durante la guerra civil del país que comenzó en 2011. Existen comunidades drusas en Líbano, en la Galilea israelí y en los Altos del Golán sirios ocupados por Israel. Los ciudadanos drusos de Israel son reclutados por las Fuerzas de Defensa de Israel y aunque la mayoría de ellos se identifican como ciudadanos israelíes, los que viven en el Golán siguen identificándose como sirios y mantienen estrechos lazos con su familia al otro lado de la frontera.
Los grupos drusos se vieron envueltos en conflictos a principios de año, incluidos enfrentamientos en febrero con el gobierno sirio en Jaramana, un suburbio de Damasco, y enfrentamientos en el sur de Siria con tribus beduinas que comenzaron en abril y duraron hasta mayo.
Los altercados se produjeron unos siete meses después de la caída del régimen de Assad, en diciembre de 2024. Tras este cambio de liderazgo, el presidente sirio Ahmed al-Sharaa prometió proteger a las minorías en todo el país.
Las facciones drusas de Siria están divididas en cuanto a su actitud hacia las nuevas autoridades, que oscila entre la cautela y el rechazo directo. En marzo de 2025, un comandante druso de Suwayda declaró que las masacres de alauitas sirios a manos de combatientes islamistas progubernamentales habían provocado inseguridad en otras minorías, pero que los drusos tenían importantes capacidades militares con «miles de efectivos militares» y derecho a defenderse si se enfrentaban a las fuerzas gubernamentales.
El primer ministro israelí, Benjamín Netanyahu, expresó su interés por impedir que se perjudique a los drusos de Siria, debido al compromiso histórico de Israel con sus ciudadanos drusos y a sus lazos históricos y familiares con los drusos de Siria, además de garantizar la desmilitarización de la zona próxima a la frontera con el país árabe.
Diferentes fuentes y académicos han adoptado distintas posturas sobre los motivos de la intervención israelí en Siria. Uno de los motivos fue la seguridad de su frontera septentrional, debido a la preocupación por un vacío de poder en el sur de Siria, considerado una amenaza potencial, especialmente por el establecimiento de milicias antiisraelíes en dicha zona. Otra razón se atribuyó al apoyo al establecimiento de un sistema federal en Siria. Alternativamente, se consideró la posible presión que la población drusa puede ejercer al gobierno israelí para defender y proteger a los drusos sirios.
Israel y Siria han mantenido conversaciones a puerta cerrada. Israel estaba intentando alcanzar un acuerdo de seguridad actualizado con Siria basado en el Acuerdo de Retirada de 1974 entre ambas naciones. Siria ha dicho que el objetivo de las negociaciones era la reaplicación del acuerdo de 1974.

## Cronología

### Julio

#### 11 de julio
Presuntamente, la violencia se desencadenó a raíz de un robo ocurrido el 11 de julio de 2025 en la autopista Damasco-Suwayda, en el que un comerciante druso de verduras fue agredido por miembros de tribus beduinas tras establecer un bloqueo improvisado en la carretera. Los asaltantes le robaron el vehículo y sus pertenencias antes de llevarlo por la fuerza a una zona remota. Allí, el grupo lo sometió a insultos sectarios y repetidas amenazas de muerte durante toda su cautiverio. Posteriormente fue liberado con los ojos vendados y en estado crítico en una ciudad lejana. En respuesta, grupos armados drusos locales detuvieron al día siguiente a varias personas de tribus beduinas para recuperar los bienes robados. Se inició así un ciclo de secuestros de represalia entre ambas partes, que rápidamente derivó en enfrentamientos armados abiertos.

#### 13 de julio
Los combatientes beduinos respondieron estableciendo un puesto de control en el barrio de al-Maqwas, al este de la ciudad de As-Suwayda, el 13 de julio, donde capturaron a varios miembros de los grupos armados drusos locales. Pronto estallaron enfrentamientos armados entre ambas partes en la zona y sus alrededores.
La violencia pronto se extendió más allá de al-Maqwas, a zonas rurales como al-Tira, al-Mazraa y as-Sawra al-Kabira. Los informes confirmaron el uso de morteros y otras armas pesadas. La autopista entre Damasco y As-Suwayda fue cortada por grupos armados. Combatientes beduinos atacaron puestos de control del gobierno sirio, lo que provocó enfrentamientos entre los asaltantes y las fuerzas de seguridad gubernamentales en varias partes de la región.
Llegaron a la zona refuerzos de la gobernación de Daraa para ayudar a los combatientes beduinos.
Se informó de que combatientes tribales beduinos habían avanzado hacia las afueras de la aldea de al-Tira. La mayoría de los habitantes de la aldea fueron desplazados hacia al-Mazraa y Suwayda en medio de los violentos enfrentamientos, durante los cuales se incendiaron varias viviendas.
Mientras tanto, se enviaron fuerzas gubernamentales sirias del Ministerio del Interior para contener los combates.
En la noche del 13 de julio, el Ministerio de Educación aplazó a una fecha posterior los exámenes finales de secundaria, previstos inicialmente para el 14 de julio, debido a la escalada de las tensiones de seguridad en la región.

#### 14 de julio

Fuerzas de Seguridad Interna sirias en la región occidental de Suwayda el 14 de julio de 2025.

Varios vídeos difundidos en las redes sociales mostraban un vehículo perteneciente al Servicio General de Seguridad, con un individuo en su interior haciendo comentarios sectarios mientras declaraba su implicación en el conflicto armado de Suwayda. En respuesta, el Mando de las Fuerzas de Seguridad en Daraa anunció el 14 de julio la detención de varios miembros del personal de seguridad que aparecían en el vídeo y afirmó en un comunicado que los individuos actuaron de forma independiente y no estaban autorizados a hablar sobre asuntos relacionados con la paz civil. Los agentes implicados fueron suspendidos de sus funciones y se inició una investigación formal sobre el incidente.
El 14 de julio, la dirección espiritual de la comunidad drusa de Siria, encabezada por Hikmat al-Hijri, hizo pública una declaración en la que reafirmaba sus demandas anteriores, entre ellas la petición urgente de protección internacional, aludiendo a la situación cada vez más peligrosa en Suwayda. En la declaración se reitera el rechazo de los dirigentes a la entrada de fuerzas de seguridad en sus zonas —en concreto, se nombra al Servicio de Seguridad General y a otra agencia no identificada—, acusándolas de entrar en la provincia con el pretexto de proporcionar protección, mientras, supuestamente, bombardean pueblos fronterizos y apoyan a grupos extremistas con armamento pesado y drones. La dirigencia espiritual responsabilizó plenamente a todas las partes implicadas en los ataques contra zonas locales y civiles, y condenó cualquier intento de imponer un régimen gubernamental sobre Suwayda como una amenaza directa a la seguridad de sus residentes. La declaración concluía subrayando que la protección internacional era una necesidad urgente para evitar nuevos derramamientos de sangre, y hacía un llamamiento a los actores internacionales pertinentes para que intervinieran de inmediato.
El Ministerio del Interior sirio declaró que sus fuerzas, en coordinación con el Ministerio de Defensa, iniciarían una intervención directa en la región. El objetivo era poner fin a los enfrentamientos en curso, restablecer la seguridad, perseguir a los responsables de la violencia y llevarlos ante las autoridades judiciales competentes. El ministerio subrayó que esta intervención pretende evitar nuevos disturbios y restablecer el Estado de derecho en Suwayda. El Ministerio del Interior informó posteriormente de que varios de sus miembros de seguridad habían sido «secuestrados» mientras llevaban a cabo un despliegue de seguridad destinado a restablecer el orden y contener los enfrentamientos en el barrio de al-Maqwas.
Cuatro civiles resultaron heridos, según informan algunas fuentes, debido a bombardeos en la gobernación de Daraa.
El Observatorio Sirio para los Derechos Humanos dijo que había obtenido múltiples grabaciones de vídeo y de voz de los enfrentamientos que se abstendría de publicar debido a su carácter altamente sensible. Al parecer, las grabaciones contienen elementos que podrían socavar la cohesión nacional de Siria, avivar las tensiones sectarias e incitar aún más a la discordia entre los ciudadanos.
Se informó de que aviones de combate de la Fuerza Aérea israelí habían realizado vuelos a baja altura sobre la campiña occidental de Suwayda, desplegando bengalas durante la intensificación de su presencia aérea en la zona. El ejército israelí anunció más tarde que había atacado varios carros de combate del ejército sirio en la gobernación de As-Suwayda. El ministro de Defensa israelí, Israel Katz, declaró que el ataque era «un mensaje y una clara advertencia al régimen sirio. No permitiremos que se perjudique a los drusos en Siria».

#### 15 de julio
El ministro sirio de defensa anunció que se había alcanzado un cese del fuego con los líderes espirituales drusos para que las fuerzas de seguridad del Estado se desplegaran en la región con el objetivo de poner fin a la violencia. Instaron a todas las facciones armadas de la zona a cooperar y entregar las armas. Sin embargo, más tarde ese mismo día, el jeque Hikmat al-Hijri publicó un vídeo en el que instaba a los combatientes drusos a «resistir esta brutal campaña por todos los medios disponibles», acusando a las fuerzas gubernamentales de violar el alto el fuego al bombardear la ciudad de Suwayda. El Observatorio Sirio para los Derechos Humanos acusó al gobierno y a fuerzas afines al gobierno de ejecuciones sumarias de 19 civiles drusos.
Las protestas estallaron en varias carreteras principales del norte de Israel cuando miembros de la comunidad drusa se manifestaron en solidaridad con los drusos de Siria. Los manifestantes pidieron la intervención internacional para salvaguardar a la minoría drusa de Siria de los «combatientes islamistas leales al régimen».
Israel llevó a cabo nuevos ataques en al-Mazraa después de que las Fuerzas Armadas sirias tomaran el control de la ciudad. También se registraron ataques en las afueras de Suwayda. Tras el anuncio de cese del fuego, continuaron los intensos ataques aéreos en Suwayda. Los ataques aéreos tuvieron como objetivo equipos militares y convoyes de las fuerzas armadas sirias.
Se informó de al menos dos ataques israelíes contra localidades cercanas a la 12.ª Brigada, en el campo nororiental de Izra, en la gobernación de Daraa.
La iglesia de Mar Mikhael, en la ciudad de as-Sawra al-Kabira, fue robada, vandalizada e incendiada en medio del caos.
Según los informes, decenas de civiles drusos israelíes cruzaron la valla desde los Altos del Golán ocupados por Israel en Hader, cerca de Majdal Shams, hacia el lado sirio. Las Fuerzas de Defensa de Israel afirmaron que sus tropas estaban «trabajando para devolver sanos y salvos a los civiles que cruzaron la frontera».
La organización «Hombres de la Dignidad» confirmó las bajas y heridas de más de 50 militantes en enfrentamientos con las Fuerzas Armadas sirias.

#### 16 de julio
El Observatorio Sirio para los Derechos Humanos informó de que el número de víctimas mortales a consecuencia de los combates, bombardeos y ejecuciones extrajudiciales había ascendido a 248.
En la madrugada del 16 de julio, la Fuerza Aérea israelí ejecutó al menos 7 ataques aéreos contra múltiples objetivos en la campiña de Suwayda, entre ellos contra la base aérea militar de al-Tha'lah.
El jeque Hikmat al-Hijri emitió un comunicado, en el que hizo un llamamiento al presidente de Estados Unidos, Donald Trump, al primer ministro israelí, Benjamín Netanyahu, al príncipe heredero saudí, Mohamed bin Salmán, y al rey de Jordania, Abdalá II, para salvar Suwayda, afirmando que «la máscara se ha caído de la cara de la camarilla gobernante» y declarando: «No podemos seguir viviendo con un régimen que no sabe nada de gobernanza, excepto el hierro y el fuego». Responsabilizó moral y éticamente a la comunidad internacional y pidió a los sirios suníes que adoptaran una postura clara ante lo que les está ocurriendo a sus hermanos sirios.
La presidencia siria emitió una declaración en la que condenaba las recientes violaciones en la gobernación de As-Suwayda, calificando los incidentes de criminales e inaceptables bajo cualquier circunstancia. La declaración subrayaba que tales acciones contradicen los principios básicos sobre los que se construye el Estado sirio y se comprometía plenamente a investigar todos los incidentes relacionados y a hacer rendir cuentas a los responsables. Asimismo, subrayó que los individuos o grupos implicados —independientemente de su afiliación— se enfrentarían a consecuencias legales, afirmando que ninguna infracción quedaría impune. Reafirmando la prioridad del Estado de garantizar la seguridad y la estabilidad nacionales, la declaración concluía asegurando a la población de As-Suwayda que se salvaguardarán sus derechos y que no se permitirá que ninguna parte socave su seguridad o estabilidad.
Posteriormente, Israel volvió a bombardear por tercera vez la entrada del complejo del Estado Mayor sirio en Damasco, a lo que siguió otro bombardeo directo sobre el edificio principal. El ministro de defensa israelí, Israel Katz, declaró que la era de las meras advertencias en Damasco ha terminado, afirmando que ahora se asestarán «golpes dolorosos» al gobierno sirio. Katz subrayó que las Fuerzas de Defensa de Israel actuarán de forma persistente y contundente en As-Suwayda para dispersar las fuerzas responsables de atacar a la comunidad drusa hasta que se retiren por completo. Dirigiéndose a la comunidad drusa de Israel, les aseguró que pueden confiar en las Fuerzas de Defensa de Israel para la protección de sus hermanos en Siria, afirmando que tanto él como el primer ministro Netanyahu se han comprometido firmemente a mantener esta promesa.
El ejército israelí anunció un ataque aéreo contra la entrada del complejo del Estado Mayor sirio en Damasco y señaló que «sigue vigilando los acontecimientos contra los civiles drusos en el sur de Siria y lanza ataques en función de las directrices políticas». Los ataques más intensos se concentraron en el complejo y causaron grandes daños y destrucción en el edificio principal; posteriormente, los ataques se concentraron en las inmediaciones del Palacio Presidencial de Damasco. El Ministerio de Sanidad sirio informó de tres muertos y 34 heridos como consecuencia de los ataques. Se registraron varios ataques israelíes adicionales en las provincias de Daraa y Suwayda. Ese mismo día, siete soldados del ejército sirio murieron en dos ataques aéreos israelíes en los alrededores de Suwayda. Se informó de nuevos ataques aéreos israelíes cerca de Qatana, en la gobernación de Rif Dimashq.

Daños en el complejo del Estado Mayor sirio en Damasco tras los ataques aéreos israelíes.

La autoridad religiosa drusa de Suwayda anunció que había alcanzado un acuerdo global con el gobierno sirio para integrar plenamente la provincia en el Estado sirio y reafirmar la soberanía del Estado sobre la región. El acuerdo estipula el restablecimiento y la activación de todas las instituciones gubernamentales en Suwayda, garantizando el respeto de los derechos de los ciudadanos según los principios de justicia e igualdad. Una de las cláusulas clave incluye la formación de un comité de investigación encargado de examinar las recientes violaciones y garantizar la indemnización y reparación de los perjudicados. La declaración también subraya que la carretera Damasco-Suwayda y la seguridad de los civiles a lo largo de ella son responsabilidad del Estado. Además, el acuerdo prevé la retirada de las fuerzas del ejército a sus cuarteles, sustituyéndolas por fuerzas de seguridad interna compuestas por oficiales locales de confianza, y esboza un plan de regulación de las armas pesadas en cooperación con los ministerios de Interior y Defensa para eliminar los expositores de armas no estatales. El Ministerio del Interior sirio confirmó el alto el fuego y el despliegue de puestos de control de seguridad en toda la ciudad como parte del proceso de reintegración.
El jeque Hikmat al-Hijri emitió una declaración en la que negaba la existencia de acuerdo, negociación o mandato alguno en el que participaran lo que denominó «bandas armadas que se autodenominan falsamente gobierno». Dirigiéndose al pueblo y a «nuestra heroica juventud que defiende la tierra, el honor y la religión», la declaración elogiaba lo que describía como «espíritu de heroísmo y dignidad» e instaba a seguir resistiendo contra las «bandas criminales armadas terroristas», a las que acusaba de cometer asesinatos, robos, saqueos e incendios de viviendas, hospitales y lugares de culto. La declaración subrayaba la importancia de continuar la «legítima defensa», llamando a proseguir la lucha «hasta la plena liberación de la gobernación de Suwayda de estas bandas sin condiciones», enmarcándola como un deber nacional, humanitario y moral que no admite concesiones. Al-Hijri también hizo un llamamiento a «los restantes» opositores armados para que se rindan, prometiendo que quienes lo hagan estarán bajo la protección de la dirección espiritual y «no serán humillados ni maltratados». Al-Hijri advirtió de que «cualquier persona o entidad que participe en una comunicación o acuerdo unilateral» con estos «grupos armados» se enfrentaría a responsabilidades legales y sociales «sin excepción ni indulgencia».
Según los Cascos Blancos, el director del Centro de Respuesta a Emergencias de Suwayda fue secuestrado por militantes locales mientras se encontraba allí brindando ayuda humanitaria. Se desconoce su paradero.
En la ciudad de Jaramana, de mayoría drusa y situada en la gobernación de Rif Dimashq, estallaron manifestaciones en las que se coreaban consignas contra el presidente Ahmed al Sharaa y su gobierno.
En la noche del 16 de julio, el ejército sirio comenzó a retirarse de Suwayda. Según un comunicado del Ministerio de Defensa sirio, la retirada se produjo después de que el ejército hubiera completado las operaciones contra «grupos al margen de la ley» en la ciudad. La agencia de noticias estatal SANA (en inglés: Syrian Arab News Agency, lit. 'Agencia Árabe Siria de Noticias') informó de que la retirada se ajustaba al acuerdo alcanzado entre el gobierno y los líderes religiosos drusos.
Tras reiterados llamamientos a Israel y al mundo para que actuaran y ayudaran a los drusos de Siria, que denunciaron atrocidades que habían sufrido, como abusos, humillaciones y ejecuciones, los drusos de Israel empezaron a intentar cruzar la valla fronteriza y llegar hasta sus familiares en el lado sirio. Al mismo tiempo, cientos de drusos de Siria también cruzaron hacia territorio israelí en un intento de escapar de los graves enfrentamientos.

#### 17 de julio
El Observatorio Sirio para los Derechos Humanos informó de que el número total de víctimas mortales, como consecuencia de los combates desde el 13 de julio, había ascendido a 516. El Observatorio también comunicó el desplazamiento de beduinos árabes en varias zonas de la gobernación de Suwayda. En un caso, las facciones locales dieron de plazo hasta la tarde para que los miembros de las tribus beduinas abandonaran el barrio de al-Maqwas, en la ciudad de Suwayda.
El director de la Red Siria de Derechos Humanos declaró al diario The New Arab que decenas de miembros de tribus beduinas fueron asesinados en la gobernación de Suwayda por grupos armados afiliados al jeque Hikmat al Hijri.Posteriormente, la agencia de noticias estatal siria SANA informó de una matanza de beduinos en ese barrio.
El canal de televisión Siria TV informó de testimonios de mujeres beduinas que afirmaban que las milicias drusas quemaron casas, mataron a hombres jóvenes y obligaron a mujeres y niños a marcharse. Las mujeres afirmaron que no habían participado en ningún combate para merecer semejante trato.
Adicionalmente, la Red Siria de Derechos Humanos informó de que entre el 13 y el 17 de julio habían muerto 169 personas y más de 200 habían resultado heridas.
Según los informes, tras la retirada del ejército sirio, los combatientes drusos descubrieron casas enteras incendiadas, familias masacradas en el interior de las viviendas y saqueos. Los testigos de Suwayda compararon las acciones del gobierno sirio con ejecuciones sumarias.
A primera hora de la mañana se informó de ataques aéreos israelíes contra el cuartel general de la 107.ª brigada en el campo meridional de Jableh, en la gobernación de Latakia.
Los enfrentamientos se reanudaron en Suwayda tras la retirada de las fuerzas gubernamentales, mientras los beduinos lanzaban nuevos asaltos armados contra las fuerzas drusas, con el objetivo declarado de liberar a los prisioneros de guerra beduinos. Un comandante beduino declaró a Reuters que el acuerdo de alto el fuego no vinculaba a sus hombres, sino sólo a las fuerzas del régimen del presidente Ahmed al-Shara. Según el comandante, sus fuerzas pretenden liberar a los beduinos detenidos en los últimos días por los combatientes drusos.
También se registraron enfrentamientos entre combatientes beduinos y drusos en el campo occidental de la gobernación de Rif Dimashq.
La presidencia siria acusó a las facciones drusas de romper el acuerdo de alto el fuego por su implicación en actos de violencia «horribles» contra civiles. Los medios de comunicación estatales sirios informaron de ataques aéreos israelíes cerca de Suwayda, los primeros tras el acuerdo de alto el fuego.
Al Jazeera Arabic informó de que hombres armados tenían retenidos a 1.000 civiles de las tribus de Suwayda en la ciudad de Shahba, controlada por el Consejo Militar de Suwayda. Al Jazeera informó de que más de 500 familias de las tribus fueron desplazadas tras el incendio de sus hogares. Testigos presenciales declararon a Enab Baladi que las facciones drusas ordenaron a los beduinos que abandonaran sus aldeas y, en una ocasión, dispararon contra los que se marchaban, matando a 20 personas.
La Administración Autónoma del Norte y Este de Siria anunció el envío de ayuda humanitaria de emergencia a Suwayda, en respuesta al empeoramiento de las condiciones de vida y a las interrupciones de los servicios.

#### 18 de julio
Ante un ataque a gran escala de combatientes beduinos contra la gobernación de Suwayda e informes de su entrada en la ciudad de Suwayda, respaldados por combatientes de la vecina gobernación de Daraa y de otras gobernaciones de Siria, Hikmat al-Hijri exigió al gobierno sirio el despliegue de una fuerza de resolución del conflicto.
Más tarde circularon informes de que las fuerzas gubernamentales sirias se estaban preparando para volver a desplegarse en la ciudad de Suwayda, tras la reanudación de los enfrentamientos entre facciones drusas y tribus beduinas. Aunque una fuente relacionada con el gobierno israelí afirmó que Israel había aceptado que las fuerzas gubernamentales sirias entraran en Suwayda por un tiempo limitado, el Ministerio del Interior sirio negó que se estuviera preparando para volver a entrar en la ciudad.
El Ministerio de Asuntos Exteriores israelí ordenó la transferencia de ayuda humanitaria por valor de 2 millones de séqueles a los drusos de Siria.
El portavoz de la Oficina del Alto Comisionado de las Naciones Unidas para los Derechos Humanos destacó los informes de violaciones y abusos generalizados, como ejecuciones sumarias y extrajudiciales, secuestros, destrucción de propiedades privadas y saqueos, cometidos por personas afiliadas al gobierno sirio, incluidos miembros de las fuerzas de seguridad, así como por combatientes drusos y beduinos, y señaló que los hospitales locales tenían dificultades para hacer frente a la magnitud de los heridos.
El Observatorio Sirio para los Derechos Humanos informó de la llegada de refuerzos beduinos y de la apertura de un nuevo frente en Teloul Al-Safa, en el sureste de Siria. Las fuerzas tribales también avanzaron en Al-Omran, al oeste de Suwayda. Se registraron enfrentamientos en Jaramana, así como en Al-Maliha y Kashkoul, que duraron una hora.
El jeque Hikmat al-Hijri reiteró su demanda de protección internacional directa para los drusos, alegando que los beduinos de Siria habían violado el acuerdo. Afirmó que los países que garantizaron el acuerdo de alto el fuego deben responsabilizarse de él para que pueda aplicarse.
El gobierno sirio anunció que desplegaría una «fuerza especializada» para poner fin a los enfrentamientos y resolver el conflicto, y la presidencia acusó a los grupos que operan al margen de la ley de poner en peligro a los civiles.
La plataforma de verificación Taakkad publicó imágenes en las que se veía a un miembro de las milicias afiliadas a Hikmat al-Hijri filmándose con dos cadáveres que habían sido colgados en la puerta de entrada de la localidad de al-Yunaynah.

#### 19 de julio

Fuerzas de Seguridad Interna sirias desplegadas en al-Mazraa, en la región occidental de Suwayda, el 19 de julio.

El gobierno sirio declaró un cese del fuego, los dirigentes drusos y las tribus beduinas lo aprobaron.
El canal egipcio Al-Qaira informó de que el tiroteo en la gobernación de Suwayda aún no ha terminado, y que los militantes beduinos se han negado a retirarse de la montaña drusa «mientras el Estado sirio no tenga aún las riendas del poder».
Las fuerzas gubernamentales sirias se desplegaron en la ciudad de Suwayda, pero tuvieron dificultades para aplicar el alto el fuego.
En la ciudad de Suwayda se registraron encarnizados combates callejeros entre beduinos y drusos, y la AFP, que cuenta con equipos sobre el terreno, informó de que los militantes beduinos habían logrado romper las defensas drusas y penetrar en el oeste de la ciudad. Un corresponsal de la AFP en Suwayda informó de que había visto decenas de casas y coches incendiados, y a hombres armados prendiendo fuego a tiendas tras saquearlas.
Jordania aumentó su presencia a lo largo de su frontera con Siria e impidió que su población beduina cruzara la frontera. Asimismo, no respondió a los llamamientos de los drusos de Israel y Siria para que abriera un corredor humanitario en su frontera con Siria alegando que no estaba dispuesta a cooperar con elementos no oficiales de Siria, según un alto funcionario jordano.
El Observatorio Sirio para los Derechos Humanos afirmó que los combatientes tribales se retiraron de la ciudad de Suwayda después de que los combatientes drusos lanzaran un ataque a gran escala.
El portavoz del Ministerio del Interior sirio anunció que por la noche, tras el despliegue de las fuerzas de seguridad en las zonas norte y oeste de la gobernación de Suwayda, la ciudad de Suwayda fue evacuada de todos los combatientes tribales beduinos y cesaron los enfrentamientos en los barrios de la ciudad.
La ONU calcula que más de 87 000 personas se han visto desplazadas en la provincia de Suwayda desde el 12 de julio debido a los enfrentamientos.

#### 20 de julio
Hikmat al-Hijri impidió la entrada en Suwayda de una delegación gubernamental con ayuda.
Se informó de nuevos enfrentamientos en Areekah, Rimah, Hazem y Shahba tras un ataque de fuerzas tribales en medio del acuerdo de alto el fuego.
Se avistaron aviones israelíes en el espacio aéreo de Al-Ariqah, Nuwa, en el noroeste de Daara, y el pueblo de Khan Arnabah, en el campo de Al-Qahtaniyah.
En la localidad de Umm al-Zayton, un intercambio de prisoneros fracasó tras registrarse un bombardeo desde el norte de Al Suwayda.
Los combates se reanudaron en al-Ariqah después de que las fuerzas tribales facilitaran su presencia en la ciudad pese a la presencia de las fuerzas de seguridad interna sirias, que lanzaron acusaciones contra las fuerzas de seguridad por facilitar la entrada de combatientes tribales en al-Ariqah.

#### 21 de julio

Fuerzas gubernamentales aseguran la salida de familias beduinas de la ciudad de Suwayda, 21 de julio.

El gobierno sirio comenzó a traer autobuses para ayudar a evacuar a unos 1 500 beduinos atrapados en Suwayda, ya que los mortíferos combates habían cesado en su mayor parte.
El Observatorio Sirio para los Derechos Humanos afirmó que nueve civiles resultaron heridos por un ataque con drones contra la ciudad de Shahba perpetrado por tribus beduinas.
Asimismo, el OSDH informó de violaciones del alto el fuego tras la llegada de refuerzos del gobierno sirio en el noroeste de la gobernación de Suwayda. Según el Observatorio, en el pueblo de Umm al-Zaytoun y en varias zonas de la campiña de Suwayda se produjeron enfrentamientos con drones kamikazes y ametralladoras pesadas. Al parecer, un avión no tripulado que tenía como objetivo las zonas pobladas por drusos fue derribado.

#### 22 de julio
El portavoz del Ministerio del Interior sirio declaró que la situación en Suwayda ha ido mejorando, aunque el pleno restablecimiento de las instituciones estatales y sus operaciones requerirá más tiempo. Destacó que ahora prevalece un enfoque humanitario, con entregas de ayuda en curso, liberación de rehenes y detenidos en manos de grupos armados, así como esfuerzos para intercambiar y enterrar a los muertos, medidas que calificó de muy significativas. El cese de hostilidades en Suwayda, según informó una fuente de las fuerzas de seguridad, está siendo implementado en «la mayoría» de áreas de la gobernación, sin ninguna violación reportada hasta el momento. El siguiente paso —añadió— será el establecimiento de una tregua más amplia, con el objetivo de restaurar la estabilidad en la región, así como acuerdos para realizar intercambios de prisioneros entre ambas partes.
La ecuación de familias beduinas de Suwayda continuó, según fue informado, en buses acompañados de una delegación de las Naciones Unidas.

#### 23 de julio
El Observatorio Sirio para los Derechos Humanos informó de que desde el 21 de julio ha reinado la calma en los distintos frentes, y solo se han registrado violaciones limitadas tras el acuerdo que incluía un alto el fuego.

## Esfuerzos de desescalada
El gobernador de Suwayda, Moustafa al-Bakkour, hizo inmediatamente un llamamiento a la calma, advirtiendo contra las luchas sectarias e instando a la contención. Al-Bakkour reafirmó el compromiso del Estado con la protección de los civiles y elogió los esfuerzos locales para la resolución del conflicto. Por su parte, el general de brigada Nizar al-Hariri, jefe adjunto del Servicio de Seguridad Interna, relacionó la escalada con las consecuencias del asalto a la autopista y los secuestros subsiguientes. Afirmó que se estaban realizando esfuerzos a nivel local y de seguridad para reducir la violencia.
El 13 de julio, el jeque Hammoud al-Hinnawi, uno de los líderes religiosos drusos de Siria, hizo un llamamiento público a la calma y a evitar nuevos actos de violencia, e instó a todas las partes a rechazar las luchas sectarias, cesar las represalias y defender el Estado de derecho. Al-Hinnawi dirigió su mensaje directamente al presidente Ahmed al-Sharaa, a los líderes tribales y a todas las personas de conciencia, instándoles a tomar medidas activas para evitar nuevos derramamientos de sangre. Afirmó que la comunidad drusa busca la justicia y la estabilidad, afirmando que «la dignidad se preserva con la razón y la sabiduría, no con las armas y los secuestros».
El líder druso libanés Walid Jumblatt se mostró partidario de una solución política a la crisis de Suwayda, subrayando que dicha solución debe producirse en el marco del gobierno sirio. Rechazó cualquier intervención exterior bajo el pretexto de proteger a la comunidad drusa, declarando: «esperamos que la seguridad se restablezca mediante una solución política». Además, hizo un llamamiento a las facciones drusas de Siria para que busquen la integración con el gobierno en medio de los continuos conflictos.
Los Estados Unidos negociaron con Israel el cese de sus ataques aéreos contra Siria como un paso hacia la desescalada entre ambas naciones.
El 15 de agosto, el gobernador de Suwayda, Moustafa al-Bakkour, pidió la reconciliación entre las tribus y los residentes locales, instando a utilizar la razón para mantener la paz civil. En una declaración, al-Bakkour hizo hincapié en que fomentar los valores de cooperación y hermandad es esencial para preservar el tejido social, y elogió a los líderes comunitarios por salvar las diferencias y dar prioridad al interés público por encima de las disputas mezquinas. Destacó que la paz civil no es solo una opción, sino un pilar fundamental para cualquier iniciativa de desarrollo o reforma.

### Ceses del fuego
El ministro sirio de Defensa, Murhaf Abu Qasra, anunció un alto el fuego efectivo a partir del 15 de julio tras un acuerdo con los dirigentes drusos de Suwayda. El Ministerio del Interior sirio advirtió contra cualquier daño a la propiedad privada o pública en Suwayda. Según el acuerdo de cese del fuego, no se trataba de una retirada completa del régimen, que podría seguir manteniendo fuerzas policiales en el distrito, operando junto con los drusos locales, pero se le exigía, tal como se había indicado, que retirara las fuerzas militares que había enviado allí en los combates de los últimos días. También se acordó un mecanismo para regular la cuestión de la posesión de armas pesadas en la zona. El acuerdo también estipula la creación de un comité de investigación que examinará las atrocidades cometidas por militantes y miembros del régimen contra los drusos, según los informes.
Tras el segundo alto el fuego anunciado el 16 de julio, el presidente sirio, Ahmed al-Sharaa, se dirigió a la nación afirmando que la prioridad del gobierno es proteger a los ciudadanos drusos mientras Israel continúa sus ataques contra Siria:

Rechazamos cualquier intento de arrastraros a manos de un partido externo. No somos de los que temen la guerra. Nos hemos pasado la vida afrontando desafíos y defendiendo a nuestro pueblo, pero hemos antepuesto los intereses de los sirios al caos y la destrucción […] La entidad israelí recurrió a un ataque a gran escala contra instalaciones civiles y gubernamentales […] Esto provocó una importante complicación de la situación y empujó la situación a una intensificación masiva, salvo por la eficaz intervención de la mediación estadounidense, árabe y turca, que salvó a la región de un destino desconocido.
Ahmed al-Sharaa, presidente sirio

El 16 de julio, el secretario de Estado de los Estados Unidos, Marco Rubio, declaró ante la prensa en el Despacho Oval que los EE. UU. estaban avanzando hacia un acuerdo de cese de hostilidades que incluyera a Israel: «Esperamos ver algún progreso real para poner fin a lo que han estado viendo en las últimas horas».
Según una fuente de seguridad turca, oficiales de inteligencia turcos mantuvieron conversaciones con dirigentes drusos sirios para asegurar el alto el fuego. İbrahim Kalin, director de la Organización Nacional de Inteligencia turca, también mantuvo conversaciones con sus homólogos israelíes, estadounidenses y sirios, así como con Ahmed al-Sharaa.
Una declaración conjunta «árabe-golfo-turca» reafirmó su apoyo a la integridad siria y «acogió con satisfacción» el compromiso de Al Sharaa de exigir responsabilidades a los combatientes que hayan participado en «abusos».
Según la dirección espiritual de los drusos en Siria, el acuerdo firmado para un alto el fuego a partir del 19 de julio incluía una serie de medidas clave destinadas a lograr la calma y el fin de los conflictos en la zona. Como parte del acuerdo, se desplegarán puestos de control de las Fuerzas Generales de Seguridad fuera de las fronteras administrativas del distrito, para impedir la infiltración de grupos armados y poner fin a los conflictos. Se prohibirá la entrada a los pueblos de la frontera durante 48 horas, para permitir el despliegue de las fuerzas y evitar ataques por sorpresa. A los miembros de las tribus beduinas que permanezcan en el distrito se les permitirá salir con escolta segura y sin interferencias, mientras que se abrirán pasos humanitarios de emergencia a través de Busra al-Harir y Busra al-Sham.
La dirección espiritual hizo un llamamiento a todos los grupos locales para que no abandonaran las fronteras del distrito y se abstuvieran de realizar provocaciones, y dejó claro que cualquier parte que viole el acuerdo será responsable del fracaso de los entendimientos. También se hizo un llamamiento a los residentes de la gobernación para que actúen de forma responsable y coordinada con el fin de poner fin a la crisis que les afecta.

## Crímenes de guerra
Según el Observatorio Sirio de Derechos Humanos, a fecha de 8 de agosto, 401 civiles drusos, entre ellos 26 mujeres, 14 niños y un anciano, han sido ejecutados por miembros de los Ministerios de Defensa e Interior sirios. Por su parte, tres miembros de tribus beduinas, entre ellos una mujer y un niño, fueron ejecutados por hombres armados drusos.
Residentes y periodistas locales denunciaron que las fuerzas gubernamentales sirias, identificables por su vestimenta, eran responsables de saqueos, abusos físicos y homicidios de civiles drusos mientras estaban desplegadas en la región.
Algunos de los combatientes publicaron en Internet vídeos suyos humillando a hombres drusos en Suwayda, incluso cortando o afeitando los bigotes de los jeques drusos. Los bigotes son un símbolo de la identidad religiosa drusa.
Los medios de comunicación estatales sirios informaron de que, tras la retirada de las Fuerzas Armadas de Siria, las facciones drusas locales organizaron ataques de represalia contra las tribus beduinas de la zona. Unos 50 beduinos murieron en los ataques y más de 1 000 fueron mantenidos cautivos. Poco después, los beduinos lanzaron ataques de represalia. Un residente de Buraykah, que fue entrevistado por la organización mediática siria «Enab Baladi», informó de que facciones drusas ordenaron a los habitantes del pueblo que se marcharan y posteriormente dispararon contra quienes lo hicieron, matando a 20 personas. El 17 de julio, según informes, facciones drusas asaltaron Buraykah, Shahba y Rimat al-Lahf, provocando incendios y allanando viviendas.
Un corresponsal de la Agence France-Presse (AFP) en Suwayda informó de que había visto decenas de casas y coches incendiados, y a beduinos armados prendiendo fuego a tiendas tras saquearlas.
El pastor Khaled Mezher, de la Iglesia evangélica del Buen Pastor de Suwayda, fue asesinado junto con su familia por las fuerzas beduinas, que se cobraron la vida de 20 personas.
La BBC visitó el Hospital Nacional de Suwayda, donde el personal afirmó que las fuerzas gubernamentales sirias habían matado a pacientes dentro de las salas. Una persona del personal dijo que dispararon a los pacientes en sus camas mientras dormían.

### Implicación del Estado Islámico
El Estado Islámico (EI) intentó animar a sus seguidores a atacar a las poblaciones drusas en medio del conflicto de Suwayda declarando infieles a los drusos. Entre sus seguidores se produjo un debate teológico sobre la cuestión de ofrecer apoyo a las tribus beduinas suníes contra los drusos, mientras que unos defendían la intervención contra los drusos, otros sugerían que las tribus beduinas no encajaban con su ideología, por lo que era inadmisible luchar junto a ellos.
Según se informa, un militante del EI había prendido fuego a un gran edificio de una granja agrícola en la campiña de Suwayda.

## Reacciones

### Nacionales
- Siria: Condenó los ataques israelíes sobre su territorio y reivindicó su derecho a la autodefensa.[173] El Ministerio de Asuntos Exteriores afirmó que el «flagrante asalto de Israel, que forma parte de una política deliberada llevada a cabo por la entidad israelí para inflamar las tensiones, sembrar el caos y socavar la seguridad y la estabilidad en Siria, constituye una descarada violación de la Carta de las Naciones Unidas y del derecho internacional humanitario».[31]
- AADNES: Las Fuerzas Democráticas Sirias condenaron la violencia en Suwayda, haciendo mención de las víctimas civiles del conflicto.[174] En particular, las Unidades Femeninas de Protección kurda, expresó su disposición a «proteger a las mujeres y los civiles drusos, [y a] asumir toda la responsabilidad que se nos asigne sin dudarlo».[175] El 17 de julio de 2025, la Autoridad de Asuntos Sociales y Trabajo de la AADNES envió ayuda humanitaria a la gobernación de Suweida.[176]

### Internaciones

#### Organizaciones internacionales
- Naciones Unidas: La ONU instó a la distensión entre los beligerantes y pidió medidas para proteger a los civiles.[177]
- Unión Europea: La UE instó a la distensión y a la aplicación del alto el fuego declarado el 15 de julio. Expresó su preocupación por la seguridad civil y pidió que se respetaran la soberanía y la integridad de Siria.[178]
- Liga Árabe: La Secretaría General de la Liga Árabe condenó rotundamente los ataques aéreos israelíes contra Siria, calificándolos de violación flagrante de la soberanía de un Estado miembro de la Liga Árabe y de la ONU y de clara violación del derecho internacional. La Liga calificó los ataques de actos de «intimidación» que no deben ser tolerados por la comunidad regional ni internacional y pidió su cese inmediato. Advirtió de que los ataques pretendían sembrar el caos en Siria aprovechando los recientes disturbios en Suwayda, sucesos que el propio gobierno sirio denunció y se comprometió a investigar. La Liga expresó su plena solidaridad con Siria e instó al gobierno a rebajar las tensiones mediante el diálogo y la reconciliación nacional inclusiva.[179]
- Consejo de Cooperación del Golfo: El Consejo condenó tajantemente los ataques israelíes contra Siria.[180]
- La Liga del Mundo Islámico emitió una declaración en la que expresaba su plena solidaridad con Siria frente a cualquier amenaza contra su seguridad, estabilidad y soberanía, en particular los intentos de sembrar la discordia entre sus comunidades o interferir en sus asuntos internos. La Liga expresó su apoyo a los esfuerzos del gobierno sirio por proteger a todos los sectores de la población, mantener la paz civil y hacer cumplir el Estado de derecho. También condenó los ataques de Israel contra territorio sirio y sus «continuas violaciones de las leyes y normas internacionales».[181]

#### Estados
- Alemania: Alemania amenazó con interrumpir su apoyo al gobierno sirio si no impide la persecución religiosa o étnica en su territorio. El ministro de Asuntos Exteriores, Johann Wadephul, declaró que Berlín solo apoyará a Damasco si se compromete con un proceso político inclusivo y protege a su población. Hizo hincapié en que el gobierno sirio no debe permitir asesinatos ni discriminaciones por motivos religiosos o étnicos, subrayando que es responsabilidad del gobierno central garantizar la seguridad de todos los ciudadanos.[182]
- Arabia Saudita: Arabia Saudita expresó su firme apoyo a las acciones emprendidas por el gobierno sirio para alcanzar la integridad territorial, pidió a la comunidad internacional que se solidarizara con Siria y condenó los ataques aéreos israelíes.[183]
- Argelia: El Ministerio de Asuntos Exteriores condenó categóricamente el ataque israelí contra Siria, calificándolo de violación descarada de la soberanía, la integridad territorial y la unidad nacional sirias. El Ministerio expresó su plena solidaridad con Siria y afirmó su legítimo derecho a salvaguardar su seguridad y estabilidad de acuerdo con los principios de la Carta de la ONU y el Derecho internacional.[184]
- Baréin: Baréin ha acogido con satisfacción el anuncio del Gobierno sirio de un alto el fuego en la provincia de Suwayda, afirmando que la medida contribuye a mejorar la seguridad, la estabilidad y a preservar la paz civil. Baréin reafirmó su posición de apoyo a la seguridad y estabilidad de Siria, salvaguardando su soberanía, integridad territorial y unidad, así como satisfaciendo las aspiraciones de paz y desarrollo sostenible de su pueblo.[181]
- Catar: Catar expresó su preocupación por las tensiones en Siria y pidió responsabilidades por las pérdidas de civiles. Además, condenó los ataques israelíes y expresó su pleno apoyo a la integridad territorial de Siria.[185]
- China: China subrayó la importancia de respetar la soberanía y la integridad territorial de Siria en respuesta a los recientes ataques aéreos israelíes. El portavoz del Ministerio de Asuntos Exteriores, Lin Jian, advirtió contra las acciones que pudieran agravar las tensiones en medio de la actual inestabilidad en Oriente Medio.[186]
- Egipto: Egipto condenó los repetidos ataques contra Siria como una «violación» de la soberanía del país y una «violación del derecho internacional».[187]
- Emiratos Árabes Unidos: Los EAU acogieron con satisfacción el anuncio de un alto el fuego en Suwayda, haciendo hincapié en la importancia de la desescalada y la protección de los civiles, al tiempo que apoyan los esfuerzos para restablecer la paz y la estabilidad en la región. Condenaron firmemente la escalada en el sur de Siria y denunciaron los ataques aéreos israelíes, reafirmando su rechazo a cualquier violación de la soberanía siria o amenaza a su seguridad.[188]
- Estados Unidos: El Departamento de Estado de los Estados Unidos anunció que «no apoyaba la reciente acción de Israel en Siria», en referencia a los ataques israelíes contra Damasco.[189] El secretario de estado Marco Rubio se mostró «muy preocupado» por la escalada, calificándola de «malentendido».[93] El embajador en Siria, Tom Barrack, declaró que Estados Unidos estaba trabajando en la desescalada del conflicto para restablecer la paz y calificó los enfrentamientos de «preocupantes».[190] Barrack también declaró su apoyo al gobierno de Siria y criticó la intervención de Israel en el país.[191]
- Francia: Francia afirmó que «los abusos contra civiles, que condenamos enérgicamente, deben cesar», mientras que el Ministerio de Asuntos Exteriores pidió el «cese inmediato de los enfrentamientos».[192]
- Irak: El Ministerio de Asuntos Exteriores expresó su profunda preocupación por la escalada de tensiones en Siria y condenó firmemente las repetidas intervenciones militares llevadas a cabo por Israel, calificándolas de flagrantes violaciones de la soberanía siria y de amenaza para la estabilidad regional. Reafirmó el pleno apoyo de Irak a cualquier esfuerzo regional o internacional encaminado a restablecer la paz y la estabilidad en Siria y reiteró su firme postura de apoyo a la unidad y la integridad territorial de Siria, rechazando cualquier violación que socave su soberanía o ponga en peligro la seguridad de su pueblo.[193]
- Irán: El Ministerio de Asuntos Exteriores condenó categóricamente los ataques de Israel contra Siria y expresó su preocupación por los enfrentamientos en Suwayda.[194]
- Israel: El primer ministro Benjamín Netanyahu reiteró el apoyo de Israel a las facciones drusas y ordenó ataques contra Siria, declarando además que Israel estaba comprometido con la política de desmilitarización respecto al sur de Siria.[173]
- Japón: Japón pidió que se respetaran la soberanía y la integridad de Siria y que se mantuviera el alto el fuego dando prioridad a las vidas de los civiles.[195]
- Jordania: Jordania acogió con satisfacción el anuncio de Siria de un alto el fuego en Suwayda, subrayando la necesidad de calma, protección de los civiles, aplicación de la ley y respeto de la soberanía siria. Asimismo, afirmó su pleno apoyo a los esfuerzos de Siria por reconstruir y mantener la seguridad, la estabilidad, la unidad y los derechos de todos los sirios.[196]
- Kuwait: El gobierno kuwaití mostró su apoyo al cese del fuego en As-Suwayda y pidió que se calmara la situación y se tomaran todas las medidas necesarias para evitar nuevos derramamientos de sangre entre el pueblo sirio. También condenó lo que calificó de flagrantes ataques israelíes contra territorio sirio, subrayando que tales acciones constituyen una continuación de las violaciones del derecho internacional y de la Carta de la ONU.[181]
- Líbano: El presidente Joseph Aoun subrayó que estos continuos ataques amenazan la seguridad regional y pidió a la comunidad internacional que asuma toda la responsabilidad y ejerza toda la presión posible para detenerlos y respetar la soberanía y la integridad territorial de Siria. Reafirmó la solidaridad de Líbano con Siria y su pueblo. El primer ministro Nawaf Salam también denunció los ataques aéreos israelíes como una clara violación de la soberanía de Siria y del derecho internacional, rechazando el uso de la fuerza como forma de mensajería e instando a la comunidad internacional a intervenir para detener tales violaciones.[197]
- Malasia: El primer ministro Anwar Ibrahim condenó los ataques aéreos israelíes contra Damasco, calificándolos de violación de la soberanía siria que causó víctimas civiles.[198]
- Omán: El Ministerio de Asuntos Exteriores condenó los ataques de Israel contra Siria. Asimismo, instó a la comunidad internacional, especialmente al Consejo de Seguridad de la ONU, a cumplir con sus responsabilidades legales y morales garantizando la retirada total de Israel de los territorios sirios ocupados y deteniendo todas las acciones hostiles contra la población civil.[199]
- Reino Unido: La enviada especial para Siria, Ann Snow, hizo un llamamiento a la distensión y declaró que la situación se está vigilando de cerca e instó a todas las partes en Siria a calmar las tensiones y tomar medidas inmediatas para garantizar la protección de los civiles. El 21 de julio, el ministro de Asuntos Exteriores, David Lammy, pidió que se investigara la violencia en Suwadya y que los responsables rindieran «cuentas».[200]
- Rusia: Rusia condenó los ataques israelíes en Siria, calificándolos de violación de la soberanía siria.[201]
- Turquía: Turquía expresó su apoyo a las acciones emprendidas por Siria para garantizar su integridad territorial y condenó la intervención israelí en el conflicto.[202]
- Yemen: Yemen ha reiterado su pleno apoyo a los esfuerzos del gobierno sirio para restablecer la seguridad y la estabilidad en todo el país, haciendo hincapié en la necesidad de garantizar que las armas permanezcan únicamente en manos del Estado y de proteger la paz civil. En una declaración oficial, el Ministerio de Asuntos Exteriores yemení expresó su profunda preocupación por la escalada de tensiones en el sur de Siria y respaldó las acciones del gobierno sirio para afirmar su plena soberanía y garantizar un futuro digno y estable para el pueblo sirio. El ministerio también rechazó cualquier intento de obstaculizar la autoridad del gobierno sobre todo el territorio sirio.[203]

Además, el Ministerio sirio de Asuntos Exteriores y Expatriados declaró que también habían expresado condenas de los ataques israelíes contra Siria: Afganistán, Dinamarca, Grecia, Noruega, Pakistán, Panamá, Sierra Leona, Corea del Sur, España y Suiza.

#### Organizaciones no estatales
- Hamás: Hamás emitió una declaración en la que expresaba su plena solidaridad con Siria y calificaba los ataques israelíes de «descarada transgresión de las leyes internacionales» y pedía una respuesta contundente para hacerles frente. Además condenó lo que calificó de «atroz agresión sionista contra la República Árabe Siria que provocó el martirio de decenas de miembros del ejército, de las fuerzas de seguridad y de civiles inocentes».[181]
- Hezbolá condenó los ataques israelíes, calificándolos de contrarios al derecho internacional, y expresó su apoyo al pueblo sirio. Hizo un llamamiento a los ciudadanos de las naciones árabes y musulmanas para que se unieran contra la agresión israelí.[205]